# 2002 a kriminalisztikában
Ez a lap 2002 jelentősebb bűnügyeit illetve azokkal kapcsolatos információkat sorol fel.
- május 9. – Magyarország: Móron egy bankrablás alatt megöltek 8 embert.[1]

- augusztus 30. – Magyarország: Tótújfaluban Simek Kitty, akkor 14 éves lány az őt és anyját ért bántalmazások miatt agyonlőtte nevelőapját.[2]